# Orde de Grandmont
L'Orde de Grandmont o dels grandmontans o grandmontesos, va ésser un orde monàstic de vida semieremítica, fundat a la regió de Llemotges a partir de la inspiració de sant Esteve de Muret cap al final del segle xi. Va desaparèixer entre 1770 i 1787.
El nom de l'orde és de la casa mare, l'abadia de Grandmont, al poble del mateix nom, avui part del municipi de Saint-Sylvestre (departament de l'Alta Viena, Alvèrnia, França). Els monjos també van éssser conegut com a Boni Homines o Bonshommes ("Bons Homes").

## Orígens
La data exacta de la fundació és incerta. La tradició al voltant de sant Esteve de Muret inclou serioses inexactituds cronològiques i es basa en una butlla inexistent de Gregori VII. L'orde té el seu origen en la vida d'Esteve de Muret qui, impressionat per la vida eremítica que havia vist en algunes comunitats de Calàbria, va voler introduir aquest tipus de vida al seu país. Així, s'establí a la vall de Muret en 1076, fundant-hi un eremitori. La santedat de la seva vida va atreure deixebles que també s'hi establiren i imitaren la seva manera de viure, donant origen a una comunitat.
La llegenda posterior deia que Esteve havia rebut permís del papa per fundar un orde, però no arribà a fer-ho. Mai no va vestir l'hàbit de monjo ni de canonge. Esteve i els seus deixebles vivien en l'austeritat més absoluta: ningú en particular, ni la comunitat, no posseïa terres, ramats, béns o esglésies: els únics animals que es permetien eren les abelles. Feien treballs manuals i conreus de subsistència, sense una regla donada.
L'orde, però, no hi sorgeix fins a prop de 1150, quan aquests deixebles, aplegats, decideixen de viure en comunitat i amb una regla comuna.

### Establiment a Grandmont
En morir Esteve de Muret, en 1124, Pere de Llemotges, sacerdot, va ser el prior de la comunitat i decideix, a causa de conflictes amb el bisbe de Muret, de traslladar-se al "desert de Grandmont", prop del lloc original d'Ambazac. Cap al 1150-1160, el quart prior, Esteve de Liciac (1139-1163) va fer compilar els exemples i ensenyaments del fundador, redactant-se l'anomenada Regla de Sant Esteve.
Les primeres comunitats diferenciaven dues categories de membres: els germans llecs (anomenats conversos), encarregats de l'administració, i els germans clergues o preveres, que feien vida contemplativa i depenien dels primers. D'aquesta manera, el clergue tenia plena disponibilitat del temps per a la pregària i la vida de perfecció.

### La regla
L'anomenada Regla de Sant Esteve va ser compilada per Hug de Lacerta, a demanda del prior Esteve de Liciac. Esteve de Muret, en morir en 1124, no havia deixat cap escrit; la seva norma era : "No hi ha regla llevat de l'evangeli de Crist", i aquesta base evangèlica havia de servir per a tots els deures del bon religiós. Tant els benedictins com els canonges regulars augustinians han argumentat que els grandmontins n'eren una branca, però ells mateixos sempre es van considerar un orde diferenciat dels altres. Altres estudiosos consideren que la regla grandmontina segueix de molt a prop el model dels cartoixans. Altra font va ser l'Orde de la Camàldula, també semireremític, amb algunes regulacions dels canonges agustinians.
Es tractava d'un orde eremític, on els seus membres feien vida apartada i solitària com els anacoretes, però vivint en certa manera en comunitat i fent alguns actes (oficis litúrgics, alguns àpats, etc.) en comunitat, a la manera dels camaldulesos, que podrien haver inspirat la regla. De fet, durant l'època, l'eremitisme anava essent substituït pel monaquisme, al si de l'Església. Els monjos no podien demanar almoina mentre tinguessin alguna cosa de menjar al monestir i sempre comunicant-ho abans al bisbe local. També era molt sever el vot de silenci i els dejunis i les penitències.
El superior de cada comunitat era anomenat corrector, i el de la casa mare de Grandmont, prior. Per donar plena disponibilitat del temps als clergues, tota l'activitat administrativa, i l'autoritat en aquests assumptes, requeia en els germans conversos. Entre els germans llecs era habitual que hi hagués membres de la petita noblesa, ja habituats a l'administració de terres i assumptes domèstics. Tot plegat, però, els clergues van acabar, en delegar completament la gestió als llecs, sotmesos als conversos, quan en els altres ordes era a l'inrevés i els llecs sempre treballaven sota les directrius dels clergues. Aquesta situació va originar algun conflicte, com la revolta de 1185-1188. Acusats de voler reglamentar també allò tocant l'espirituals, els llecs van acabar perdent el seu poder alhora que els clergues, que van començar a trobar la regla massa austera, van aconseguir que el papa en reduís el rigor.
Una primera acceptació de la regla va ser feta pel papa en 1156. Alexandre III la va confirmar cap al 1171. En 1188, Climent III n'aprovà el text i l'any següent canonitzà el fundador.
L'hàbit original de l'orde era una túnica basta amb escapulari i caputxa, de color marró fosc, que després es canviaria pel negre. Amb el temps, l'escapulari i la caputxa van deixar pas al roquet i el birret, com els canonges regulars. L'Estricta Observança del segle xvii recuperà l'hàbit primigeni. L'orde havia prohibit expressament la presència de dones a les comunitats, però alguns convents de monges van obrir a la diòcesi de Llemotges.

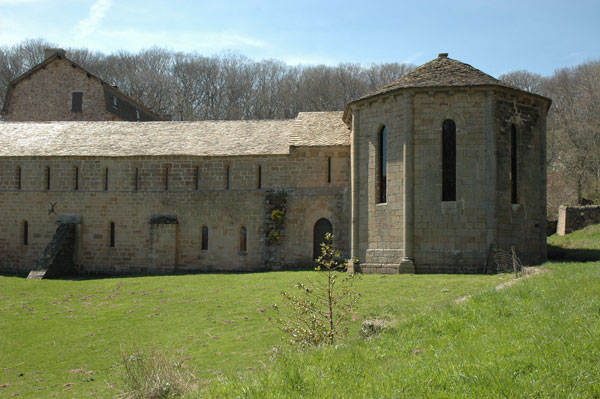
Priorat de Comberoumal (Avairon, França), típica construcció grandmontina
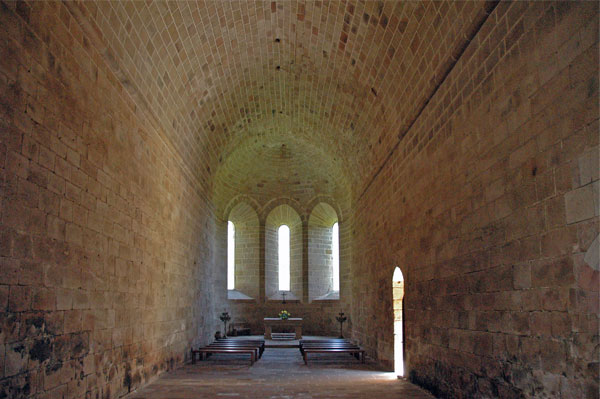
Església de Comberoumal
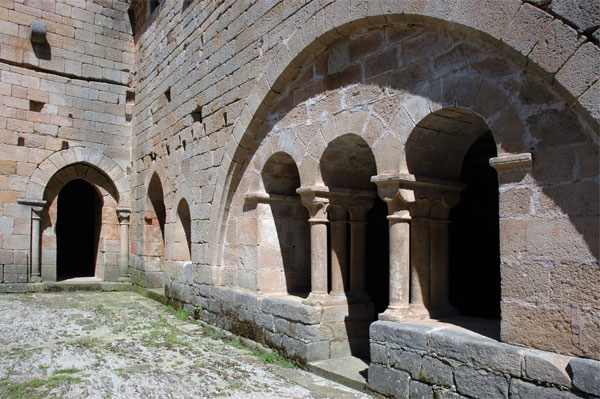
Claustre de Comberoumal
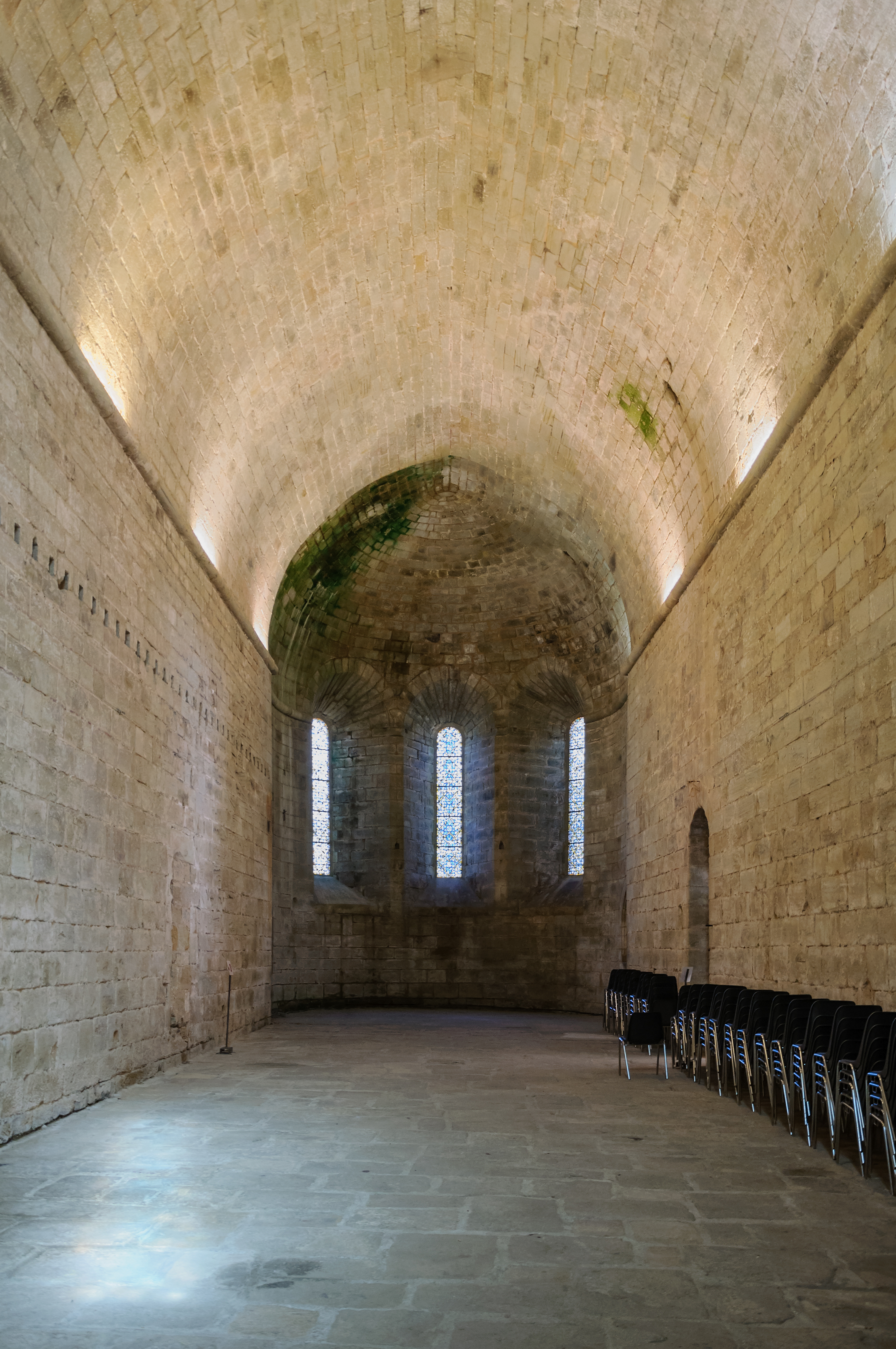
Església de St. Michel de Grandmont, a Sant Privat (Erau)

## Difusió de l'orde
Sota Esteve de Liciac, l'orde va estendre's ràpidament: en 1170 n'hi havia seixanta monestirs, la majoria a l'Aquitània, Anjou i Normandia; sota el prior Bernard de Boschiac, que el succeí, vuitanta noves cases s'obriren arreu de França. L'austeritat en què vivien atreia els favors de nobles i reis, que es convertiren en protectors de l'orde, com Enric II d'Anglaterra i Lluís IX de França, que fundà el monestir de Vincennes, vora París. De fet, amb el seu suport, Enric II aconseguia de retruc un cert control de la regió de Llemotges i Aquitània, territoris de la corona pel seu casament amb Elionor d'Aquitània. Els altres reis Plantagenet van continuar protegint l'orde, que arribà a establir-se a Anglaterra. Els reis francesos van afavorir també l'orde i entre 1124 i 1274, es fundaren als seus dominis 159 cases, la majoria d'elles entre 1189, quan Esteve de Grandmont va ésser canonitzat, i 1216.
Fora de França, l'orde només tenia cinc cases: dues a Navarra, on regnaven reis de la dinastia francesa, i tres cel·les a Anglaterra, que desapareixeren durant el segle xvi. Les fundacions navarreses eren les de Tots els Sants a Estella-Lizarra (actual Santa María jus del Castilla, fundada cap al 1265 i desapareguda cap al 1346) i la de Sant Marcial a Tudela (1269-1521); les angleses, a Alberbury, Craswall, (Herefordshire) i Grosmont, que sempre tingueren un nombre petit de monjos.
Cada nova fundació rebia rentes o delmes sobre el seu domini; els monestirs eren molt petits—sovint, quadrats de trenta metres de costat. Sovint, les obres manuals que fan els monjos, especialment treballs d'orfebreria, vitralls, esmalts, teixits i còpia de manuscrits, són fonts d'ingressos, ja que la seva qualitat origina encàrrecs importants per part de nobles i esglésies. De mica en mica, però, el rigor de l'ideal de pobresa original s'esvaeix i comencen a construir-se grans edificis a la mateixa casa mare de Grandmont. L'augment de possessions va fer que el paper dels conversos i els llecs tingués encara més importància en l'orde.

## Declivi dels segles XIV-XVI
Conflictes interns, sobretot entre clergues i conversos, alteraran l'orde durant el segle xiii. Ja el 1185, els germans llecs de Grandmont van revoltar-se, expulsant-ne el prior Guillem de Trahinac i 200 monjos, substituint-lo per un altre. L'orde es dividí en dues faccions: proanglesa i profrancesa, i els diversos papes intentaren en va restaurar la pau al si de l'orde. En 1219, el prior de Grandmont i quaranta monjos van ésser expulsats un altre cop pels germans llecs. En 1244, un legat papal va aconsellar que l'orde s'unís a l'Orde del Cister com a via per acabar amb la divisió, la qual cosa va aconseguir un període de calma.
Això no obstant, el creixement de l'orde es deturà: dels 1.200 membres que tenia vers 1150, en començar el segle xiv només n'hi havia 800. El 1224 es va permetre minvar el rigor de la regla i cessà l'observança de l'austeritat. El 1317, el papa Joan XXII, de qui s'ha arribat a dir que era monjo grandmontí, el reorganitzà amb la butlla Exigente debito, per tal d'evitar-ne la dissolució. La regla es va tornar a fer menys austera, Grandmont va esdevenir abadia i cap de l'orde, i 39 cases van ser convertides en priorats, amb uns quinze monjos cadascuna. Les altres cases, més petites, anomenades cel·les, eren finques agrícoles vinculades a un priorat o a la casa mare. Es passava així de 149 cases independents a 39. L'elecció de l'abat de Grandmont passava a ésser responsabilitat de la comunitat del monestir no, com abans, de delegats de cada casa de l'orde; alhora, s'establia un capítol general anual amb els priors i representants de les cel·les.
Les mesures van conduir a una lleugera recuperació, però va durar poc. La Guerra dels Cent Anys va afeblir l'autoritat del rei anglès i la seva protecció a Grandmont; per contra, la influència del rei de França va augmentar. Entre 1471 i 1579 Grandmont va ser dirigit per un abat comandatari i en acabar el segle xvi, només hi havia vuit monjos a l'abadia. Els hugonots van ocupar-la i només en van ser expulsats en 1604, per l'abat Rigaud de Lavaur.

## Fins a la supressió
Malgrat el greu declivi, Grandmont continuava tenint un poder sobre el seu entorn immediat, amb drets de justícia, exempció d'impostos, etc. Durant el segle xvii, la situació d'empobriment porta a l'endeutament dels arrendataris de les terres, que fins llavors les tenien en règim d'emfiteusi: l'orde les adquireix llavors, passant a tenir grans possessions efectives.

### L'Estricta Observança
En 1643 l'abat Georges Barny (1635-1654) convocà capítol general, el primer en 134 anys: en ell, Dom Charles Frémon fou autoritzat a fundar l'Estricta Observança de l'Orde de Grandmont. La nova branca, sota la jurisdicció directa de l'abat, volia tornar a la idea original d'austeritat de la Regla de Sant Esteve. Poques cases s'hi adheriren, només vuit.

### Supressió definitiva
En començar el segle xviii, l'orde només comptava amb 150 membres. En 1772, la comissió per la regulació dels ordes religiosos, l'anomenada Commission des réguliers, va acordar la supressió de l'Orde de Grandont. Els monjos de l'estricta observança es dispersaren en 1780 i poc després els altres; els dos últims monjos que vivien a Grandmont en foren expulsats el 1787. Les finques i cases van ésser venudes durant la Revolució francesa i l'abadia va ser enderrocada en 1817.

## Llegat
L'Orde de Grandmont no va produir mai autors literaris o eclesiàstics d'importància. A banda d'algunes vides del fundador, l'única obra significativa que en sortí fou el tractat de Gérard Ithier De institutione novitiorum, erròniament atribuït a Hug de Sant Víctor i de gran popularitat en l'Edat mitjana.
L'arquitectura de les cases grandmontines destacava per la simplicitat: naus de volta apuntada i basis amplis; tres finestres a l'est i una a l'oest, amb l'entrada a l'església normalment orientada al nord-oest.
L'esperit original d'Esteve de Muret va ser recuperat en 1979, a Indre-et-Loire, a la comuna de Villeloin Coulangé (a Loches): en un antic eremitori grandmontí, fundat per Enric II d'Anglaterra, s'establiren tres germans per viure-hi "de l'evangeli i de la creu".